# Place de la Porte-de-Bagnolet
La place de la Porte-de-Bagnolet est une voie située dans les quartiers de Charonne et de Saint-Fargeau du 20e arrondissement de Paris.

## Situation et accès

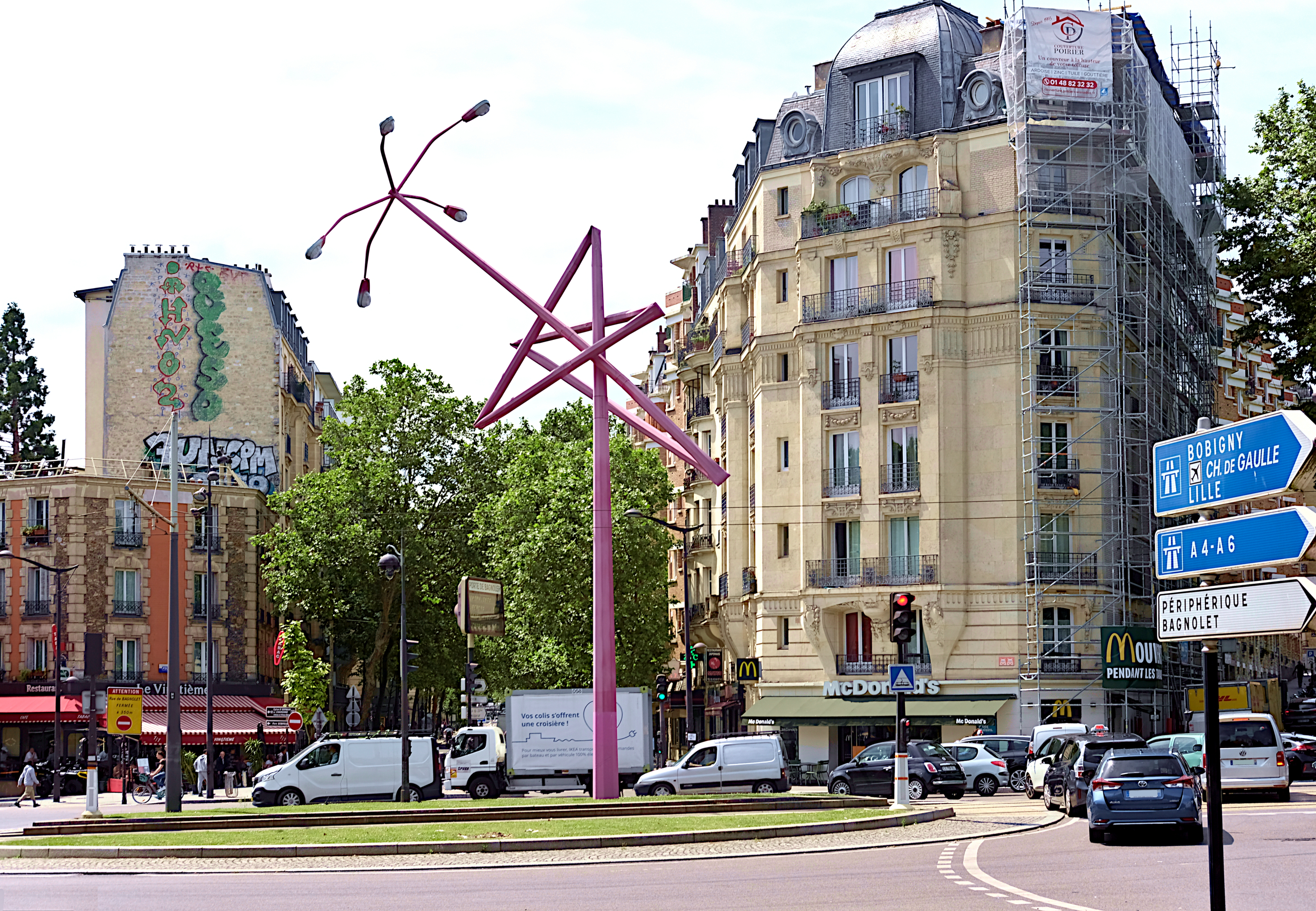
La place de la Porte de Bagnolet en 2024.

La place de la Porte-de-Bagnolet est desservie à proximité par la ligne 3 à la station Porte de Bagnolet.

## Origine du nom
Elle porte ce nom car elle est située sur l'emplacement de l'ancienne porte de Bagnolet de l'enceinte de Thiers.

## Historique
Cette place a été créée en 1928 et nommée par un arrêté du 17 janvier 1931 sur l'espace de l'ancienne Zone de Paris et des fortifications de l'enceinte de Thiers au niveau des bastions nos 14 et 15.

## Bâtiments remarquables et lieux de mémoire

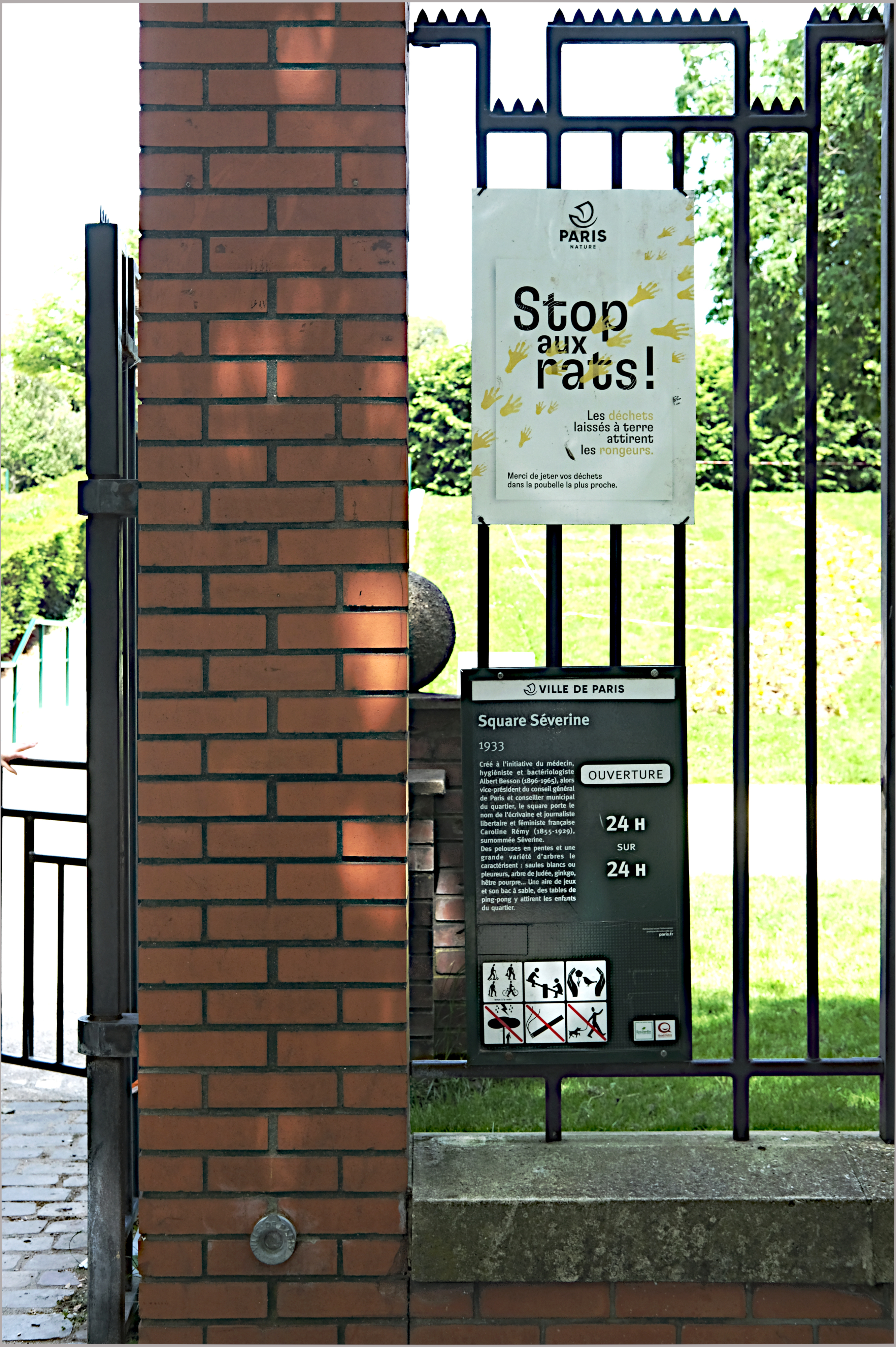
Square Séverine (entrée de la place de la Porte-de-Bagnolet).

- La place donne sur le square Séverine.
- On peut y voir Twisted Lamppost Star, de Mark Handforth, une œuvre installée en 2012 pour la prolongation de la ligne 3b du tramway d'Île-de-France.
- Au no 4 vécut le peintre Robert Saint-Cricq (1924-2020)[2].